# Miguel Salcedo Hierro
Miguel Salcedo Hierro (Córdoba, 1923-ibídem, 19 de mayo de 2010) fue un poeta, escritor, profesor y director teatral español. Durante su prolífica y dilatada trayectoria, escribió gran cantidad de obras, artículos y ensayos, así como ofreció varias conferencias.

## Biografía
Entre sus logros se encuentra la iniciación de los estudios de Arte Dramático en Córdoba en el año 1947, primero como sección del Conservatorio y desde 1980 en la fundada Escuela Superior de Arte Dramático de Córdoba, que dirigió hasta su jubilación en 1988. Desde el año 1966 es miembro de la Real Academia de Córdoba. 
Falleció el 19 de mayo de 2010 a la edad de 87 años.

## Obra

### Gastronómica
- La cocina andaluza (1989)
- La cocina familiar antigua
- Comer y beber con el refranero
- La tapa, novia de nuestros vinos

### Artística
- Córdoba (1971)
- El Alcázar de los Reyes Cristianos (1975)
- El museo de Julio Romero de Torres (1975)
- Córdoba en Color (1976)
- Notas Cordobesas (Recopilación de Artículos de Ricardo de Montis) (1989)
- La Mezquita, Catedral de Córdoba: templo universal, cumbre del arte, vivero de historias y leyendas (2000)
- Crónicas Anecdóticas (2006)

## Premios
- Premio Nacional de Gastronomía
- Hijo adoptivo de Archidona (1970)
- Premio turístico Everest (1974)
- Medalla de Oro de la Ciudad de Ceuta (1976)
- Pico de Oro de Córdoba 1976
- Socio de Mérito de Hostecor (1992)
- Potro de Oro de la Federación de Peñas Cordobesas y Cepa de Oro (2000)
- Presidente de Honor de las Academias Andaluzas del Vino y de la Gastronomía (2003)
- Socio de Honor del Real Centro Filarmónico Eduardo Lucena (2004)